# Chatonnay
Chatonnay korábbi község (település) Franciaországban, Jura megyében. 2017. január 1-jén Fétigny, Légna és Savigna községgel egyesült és Valzin en Petite Montagne új község része lett.
Lakosainak száma 65 fő (2014). Chatonnay Marigna-sur-Valouse, Arinthod, La Boissière, Dramelay és Savigna községekkel határos.

## Népesség
A település népességének változása:

| 2014 | 65 |